# Marissa (Illinois)
Marissa es una villa ubicada en el condado de St. Clair en el estado estadounidense de Illinois. En el Censo de 2010 tenía una población de 1979 habitantes y una densidad poblacional de 216,7 personas por km².

## Geografía
Marissa se encuentra ubicada en las coordenadas 38°15′7″N 89°45′32″O / 38.25194, -89.75889. Según la Oficina del Censo de los Estados Unidos, Marissa tiene una superficie total de 9.13 km², de la cual 8.68 km² corresponden a tierra firme y (4.91%) 0.45 km² es agua.

## Demografía
Según el censo de 2010, había 1979 personas residiendo en Marissa. La densidad de población era de 216,7 hab./km². De los 1979 habitantes, Marissa estaba compuesto por el 97.93% blancos, el 0.91% eran afroamericanos, el 0.25% eran amerindios, el 0.05% eran asiáticos, el 0% eran isleños del Pacífico, el 0.2% eran de otras razas y el 0.66% pertenecían a dos o más razas. Del total de la población el 1.01% eran hispanos o latinos de cualquier raza.